# Белорепа гребенска ајкула
Белорепа гребенска ајкула (Triaenodon obesus) је врста ајкуле из породице Carcharhinidae и једини члан њеног рода. Обично не прелази дужину од 1,6 м, тако да је ова врста лако препознатљива, по витким телу, мањој дужини, широкој глави, цевастим кожним режњевима поред носних отвора, овалним очима са вертикалним зеницама и белим леђним и каудалним перајима. Једна је од најчешћих ајкула која настањује коралне гребене Индо-Пацифика, а присутна је и у западнијим деловима, у Јужној Африци, источној и Централној Америци. Време обично проводи на дну или близу њега, у бистој води на дубини од 8 до 40 м.
Током дана време проводи одмарајући у увалама, а за разлику од осталих ајкула, ова врста може да пумпа воду преко шкрга и да дише док не плива, односно док лежи на дну. Ноћу лови углавном кошљорибе, ракове и хоботнице, а због витког и издуженог тела лако улази у рупе и пукотине и долазе до плена. Поједини примерци могу опстати на одређеном подручју гребена месецима или годинама, често враћајући се у исто скровиште. Ова врста врло је живахна.
Белорепа гребенска ајкула ретко је агресивна према људима, иако поред њих често плива доста близу. Ипак, неретки су случајеви напада на риболовце, када покушају да поједу њихов плен. Ова врста се лови због меса, иако је било случајева тровања њеном конзумацијом. Међународна унија за заштиту природе ставила је белорепу гребенску ајкулу у категорију у „скоро угрожене таксоне”, констатујући да се њен број смањује због повећања нерегулисаних риболовних активности. Спора стопа репродуктивности и ограничено станиште такође су фактори који утичу на смањење броја примерака ове врсте.

## Таксономија
Белорепу гребенску ајкулу први је описао немачки природњак Едуард Рупел и назвао је Carcharias obesus у књизи Рибе Црвеног мора из 1837. године. Касније током 1837. године Џоунс Милер и Фридрик Хенле преместили су ову врсту у род под називом Triaenodon, реч која је грчког порекла и значи зуб. Белорепа гребенска ајкула смештена је у једном периоду у породицу Triakidae, а данас је припадник породице Carcharhinidae на основу морфолошких знакова, као што је мембрана, јак доњи каудали режањ реп и залисци. Морфолошке и молекуларне филогенетске анализе сугеришу да је белорепа гребенска ајкула слична врстама Negaprion и Loxodon.
Ова врста налази се у читавом Индо-Пафицичком региону. Некада се мислило да је била присутна у Атлантском океану на основу фосилних остатака зуба који су пронађени у Северној Каролини из епохе миоцена. Међутим, новија истраживања показала су да зуби припадају морским псима и да белорепа гребенска ајкула никада није настањивала Атлантски океан. У Индијском океану белорепа гребенска ајкула је пописана, као и у пределу Квазулу-Натала, преко јужне Африке до Црвеног мора и индијског потконтинента, укључујући воде држава као што су Мадагаскар, Маурицијус, Комори, Алдабра, Сејшели, Шри Ланка и архипелага Чагос. У западном и средњем Тихом океану, белорепа гребенска ајкула налази се око јужних делова Кине, Тајвана и острва Рјукју, до Филипина, југоисточне Азије, Индонезије, северне Аустралије, Микронезије, Полинезије и Хаваја.
У источном делу Тихог океана, ова врста настањује воде око Костарике до Панаме и острва Галапагос. Поред коралних гребена, ова врста се сусреће у лагунама и увалама дубоких вода. Више воле бистру воду и ретко пливају далеко до дна. Ова врста је најчешће на дубини од 8 до 40 м, понекад се налази и на дубини од само 1 м, а у водама око острва Рјукју примећено је да бораве на дубини од 330 метара.

## Опис
Белорепа гребенска ајкула је релативно мала за разлику од других ајкула, дуга свега 1,6 м. Максимална дужина ове ајкуле достиже 2,1 м. Максимална пријављена тежина јединке ове врсте је 18,3 килограма. Ова врста је витког тела и кратке, широке главе. Њушка је спљоштена и тупа са великим преклопима коже. Очи су мале и овалне са вертикалним зеницама. Уста имају наглашен нагиб према доле са угловима кратких бразда. У горњој вилици постоји 42—50 зуба, а у доњој 42—39. Прво леђно пераје је позиционирано на средини тела за разлику од петокралних пераја. Друго леђно и анално пераје су доста велики. Врхови првог леђног пераја и горњег режња каудалног пераја, а понекад и другог су светло беле боје.

Белорепа гребенска ајкула једна је од три најчешће врсте ајкула које настањују гребене Индо-Пацифика, док су друге две Carcharhinus melanopterus и Carcharhinus amblyrhynchos.
Понекада се станишта ове три врсте ајкуле поклапају мада оне немају тенденцију да се сукобе. Ова врста најактивнија је ноћу или током осеке и проводи већи део дана у пећинама или увалама појединачно или у групама, а понекад су паралелно наслагане једна на другу. Ова врста ретко лута, дуго времена проводи на истом месту. Једна студија у атолу Џонстон показала је да ниједна јединка белорепе гребенске ајкуле у овом региону нису одмакла даље 3 километра од своје првобитне локације, до годину дана. Дурга студија у атолу Рангироа у Француској Полинезији открила је да је после више од три године око 40% белорепих гребенских ајкула и даље присутно на станишту где су првобитно биле.

## Биологија и екологија
Поједине јединке ове врсте могу бити у пећинама неколико месеци, па и годинама. Дневни домет ове врсте је ограничен на око 0,05 км², а ноћу се тај опсег повећава на 1 км² Ове ајкуле нису територијалне и деле свој дом са другим врстама. Предатори који лове белорепу гребенску ајкулу укључују Galeocerdo cuvier, Carcharhinus galapagensis и Carcharhinus albimarginatus. Познати паразити ове врсте су Paralebion elongatus и Gnathia grandilaris. Белорепа гребенска ајкула има витко тело и лако се пробија у рупе и пукотине у гребену, те лови плен. Ова врста се углавном храни врстама као што су Anguilliformes, Holocentrinae, Lutjanidae, Parrotfishes, Acanthuridae, косторошац, хоботница, лангуст и крабе. Ова врста посебно је осетљива на природне и вештачке нискофрекветне звуке у распону од 25 до 100 херца. Белорепа гребенска ајкула првенствено лови ноћу, након сумрака групе њих често разбијају комаде коралних гребена у својој енергичној потрази за пленом. Свака ајкула лови за себе и надмета се са осталима у својој групи. За разлику од осталих ајкула, белорепа гребенска ајкула не постаје агресивнија када лови у групама. Упркос својим ноћним навикама, ова врста лови и током дана.
Ван Борнеа ова врста се окупља око гребена како би се нахранила оним што доносе морске струје. Белорепа гребенска ајкула може да преживи без хране шест недеља. Зреле женке ове врсте имају један функционалан јајник на левој страни и две функционалне материце. Репродуктивни циклус је двогодишњи. Парење започиње када мужјак угризе женку за пераје или тело, што указује на спремност почетка односа. У многим случајевима женка се опире притиском на трбух и савијајући реп, што доказује да она може имати избор партнера. Са друге стране, ако је женка вољна пар се смешта једно поред другог, женка главом под углом према дну. Након гестацијског периода од 10 до 13 месеци, женка рађа легла од 1 до 6 младунаца (обично 2 до 3). Број потомства није у корелацији са величином женке, свака може да има до 12 младунаца током живота. Млади на свет долазе углавном од маја до августа у Француској Полинезији у јулу, а на атону Еневетак у октобру.
Новорођенчад су дугачка од 52 до 60 цм и имају релативно дуже каудална пераја у односу на тело. Младе јединке расту 16 цм годишње, док одрасле расту од 2 до 4 цм на годишњем нивоу. Сексуалну зрелост ова врста достиже на дужини око 1,1 м и са старости од 8 до 9 година, иако су на Малдивима забележени случајеви зрелих мужјака са 95 цм што указује на регионалну промену у сазревању. На Великом коралном гребену мужјаци живе до 14 година, а женке 19. Максимални животни век ове врсте може бити и више од 25 година.

## Контакт са људима
За разлику од белорепих гребенских ајкула у океанима, ова врста је у мањим пределима безопасна и ретко агресивна, уколико је неко не изазбове. По природи су неустрашиви и знатижељни, често прилазе пливачима како би их истражили. Међутим, ове ајкуле врло често краду улов риболоваца, што је резултирало да је у том процесу неколико људи угрижено. Неке белорепе гребенске ајкуле су чак научиле да реагују на звук чамца, спуштања сидра и испаљивања из пушке, у року од неколико секунди. Међународни спис о нападима ове врсте до 2008. године наводи пет напада на људе. Ова врста често се лови у Пакистану, Индији, Шри Ланки, на Мадагаскару и вероватно у другим државама. Користе се парангали, мрежице и вучне мреже. Месо и јетра ове врсте се једу, мада постоји ризик од тровања, јер садрже токсине.
Међународна унија за заштиту природе сместила је ову врсту у категорију „близу претње”, јер се њен број у последњих неколико деценија драстично смањио због нерегулисаног риболова, због ограниченог станишта и спорог размножавања. На Великом коралном гребену популација белорепе гребенске ајкуле смањена је у риболовним зонама за 80% у односу на друге зоне. Демографски модели показују да ће се популација и даље смањивати за 6,6 до 8,3% годишње без додатних мера очувања. У јуну 2018. године, Министарство за заштиту Новог Зеланда квалификовало је ову врсту као угрожену према новозеландском систему класификације претњи.